# A lublini unió emlékműve
A lublini unió emlékműve (ukránul: Копець Люблінської унії; lengyelül: Kopiec Unii Lubelskiej)  egy mesterséges földhalom Lvivben, a Viszokij Zamok mellett, amelyet az 1559-es lublini unió 300-ik évfordulója alkalmából, 1869-ben építettek.

## Története
Lengyelország és Litvánia egyesülésének 300-ik évfordulója alkalmából Franciszek Smolka lembergi politikus és az Osztrák–Magyar Monarchia parlamenti képviselője kezdeményezte egy emlékhalom felépítését az egykori Viszokij Zamok romjai mellett. A városi tanács 1869. június 28-án hozott határozatot az emlékhely megépítéséről, és augusztus 11-én mér el is helyezték a Lengyelország és Litvánia címerével díszített alapkövet. Az építéshez jelentős összeggel járult hozzá Smolka is.
Az ország szellemi egységét szimbolizálandó, az egykori történelmi Lengyelország minden részéből, valamint Mickiewicz, Słowacki és Kniaziewicz tábornok sírjáról vittek földet az építéshez. A halom kialakításához nagyrészt a környező terep elegyengetéséből keletkező földet, valamint a lerombolt Viszokij Zamok romjaiból származó köveket használtak fel. 1874. augusztus 12-én a halom mellett a városháza elől származó kőoroszlánt, a város jelképét helyeztek el, amely ma is látható. Az oroszlánt 1591-ben faragta ki a Boim-kápolnát is építő Andrzej Bremer. A tengerszinthez viszonyítva 413 m magas halomra a csigavonalban vezető kövezett úton lehet feljutni. Máig kedvelt kirándulóhely és turisztikai látványosság, ahonnan a legszebb panoráma nyílik Lvivre. Tiszta időben keleti irányban egészen Oleszkóig, délnyugat felé, Sztrij irányában a Beszkidekig el lehet látni.